# Clécio Penedo
Clécio Penedo (Bom Jardim de Minas, 14 de dezembro de 1936 - Barra Mansa, 17 de janeiro de 2004) foi um pintor, gravador e desenhista brasileiro.

## História
Entre os anos de 1954 e 1956 cursou a Escola Nacional de Belas Artes (Enba) na cidade do Rio de Janeiro. Nos anos 70 teve como seus mestres Ivan Serpa e Bruno Tausz e estudou no Museu de Arte Moderna do Rio de Janeiro gravura em metal e desenho tendo como professores Eduardo Sued e Aluízio Carvão.

## Exposições
- Individual, no MAM/RJ (1975) - Resende;
- Clécio Penedo: Desenhos, no Clube da Engenharia (1978) - Volta Redonda;
- Clécio Penedo: Desenhos, na Faculdade de Arquitetura (1978) - Barra do Piraí;
- Clécio Penedo: Desenhos e Pinturas (1980) na Galeria Andréa Sigaud;
- Pé 40 - Sapato 38 (1981) na Galeria Cândido Mendes;
- Clécio Penedo - Revisão 10 Anos (1983) Museu de Arte Moderna do Rio de Janeiro;
- In-Confidências (1989) Museu do Ingá;
- Ideologia Inconfidente em Processo (1989) Museu da Inconfidência;
- Resende RJ - In-Confidências (1989) MAM Rsende;
- In-Confidências (1989) Museu Histórico Nacional;
- In-Confidências (1989) Museu Lasar Segall;
- Individual (1990) Museu de Arte de Resende;
- Individual (1991) Museu Nacional de Belas Artes MNBA;
- Individual (1993) Memorial Getúlio Vargas, Volta Redonda;
- Individual (1996) Museu Nacional de Belas Artes;
- Percurso Gráfico – 50 anos da arte de Clécio Penedo (2011) Museu Histórico Nacional.[2]